# Igor Slobodník
Igor Slobodník, né le 23 octobre 1962 à Bratislava (alors en Tchécoslovaquie) est un diplomate slovaque, traducteur et journaliste. Il est ambassadeur de Slovaquie à Paris de 2017 à 2023, après avoir représenté son pays à Londres puis à Berlin. Il a également été secrétaire d'État puis au cabinet du ministre des Affaires étrangères de 2015 à 2017.

## Biographie

### Origines familiales et formation
Igor Slobodník est le fils de l'écrivain contestataire Dušan Slobodník (sk) (1927-2001) et de Viktória Slobodníková. Il a un frère, Martin Slobodník (sk) (1970-2019), sinologue et tibétologue. Il est marié et a deux fils.
Il fait des études de russe et d'anglais à la faculté des lettres (sk) de l'université Comenius de Bratislava. Après celles-ci, il travaille comme journaliste pour l'agence de presse Československá tlačová kancelária (ČSTK) et pour l'hebdomadaire Výber, dont il est rédacteur en chef de 1991 à 1992.
Outre le slovaque, il parle le danois, l'allemand, l'anglais, le français, le polonais et le russe.

### Carrière diplomatique
Igor Slobodník entre dans le service diplomatique fédéral tchécoslovaque en 1992 puis est nommé chargé d'affaires à l'ambassade de Slovaquie à Copenhague. De 1997 à 2000, il est ambassadeur à Londres. De 2001 à 2003, il est directeur général du ministère de la Défense puis de 2003 à 2008 ambassadeur de Slovaquie auprès de l'OTAN. De 2008 à 2010, il est directeur général des affaires politiques du ministère des Affaires étrangères. De 2010 à 2015, il est ambassadeur de Slovaquie à Berlin. De 2015 à 2017, il est à l'administration centrale du ministère des Affaires étrangères et européennes comme secrétaire d'État en remplacement de Peter Burian (en), nommé représentant spécial de l'Union européenne chargé des relations avec les États d'Asie centrale.
Le 1er août 2017, il est nommé ambassadeur à Paris en remplacement de Marek Eštok (sk) qui représentait la Slovaquie en France et à Monaco depuis 2010. Il présente ses lettres de créance au président Emmanuel Macron le 13 octobre 2017. Il est également accrédité en Algérie.

### Traducteur littéraire
Igor Slobodník est l'auteur de plusieurs traductions (de l'anglais et du russe), en particulier The Silence of the Lambs de Thomas Harris ou d'ouvrages d'histoire comme la traduction de The Russian Revolution: 1891-1991 de l'historien britannique Orlando Figes, ou le best-seller Bloody Territory : Europe between Hitler and Stalin (2013) de l'historien américain Timothy D. Snyder.
Il a participé à la traduction de l'ouvrage d'Alexandre Soljenitsyne L'Archipel du Goulag : 1918-1956 (1re édition en 1992 et réédition revue et corrigée en 2012).